# ایثن جونز
ایثن توماس رابرتز جونز (به انگلیسی: Ethan  Thomas Robert Johns؛ زادهٔ ۱۹۶۹) تهیه‌کنندهٔ موسیقی، مهندس، میکسر، ترانه‌پرداز و نوازندهٔ چندساز می‌باشد. جونز با هنرمندانی نظیر رابرت وینسنت، رایان آدامز، کینگز آو لئون، پل مک‌کارتنی، ری لامانتین، تام جونز، کایزر چیفز، روفس وین‌رایت، د باکسر ربلیون، کرودد هوس، تورین بریکز، لورن هافمن، واکسینز، لارا مارلینگ، د استیوز و کرازبی، استیلز، نش اند یانگ همکاری داشته‌است وی در سال ۲۰۱۲ جایزهٔ بریت را برای بهترین تهیه‌کنندهٔ بریتانیایی برنده شد.